# Katherine Duncan-Jones
Katherine Dorothea Duncan-Jones FRSL (* 13. Mai 1941 in Birmingham; † 16. Oktober 2022 in Cambridge) war eine britische Literaturwissenschaftlerin und Shakespeare-Gelehrte.

## Leben
Duncan-Jones war die Tochter des britischen Philosophen Austin Ernest Duncan-Jones und der Autorin und Literaturwissenschaftlerin Elsie Elizabeth Duncan-Jones. Ihr Großvater Arthur Stuart Duncan-Jones war Domdekan der Kathedrale von Chichester gewesen. Ihr älterer Bruder Richard Duncan-Jones (* 1937) wurde Althistoriker. Sie besuchte die King Edward VI. Highschool für Mädchen in Birmingham und studierte am St Hilda’s College in Oxford. Von 1971 bis 1990 war sie mit dem britischen Journalisten Andrew Norman Wilson verheiratet. Ihre Töchter sind die Altphilologin Emily Wilson (* 1971) und die Kulturhistorikerin Bee Wilson (* 1974). Duncan-Jones starb im Oktober 2022 im Alter von 81 Jahren.

## Werk
Duncan-Jones war von 1998 bis 2001 Professorin für Englische Literatur am Somerville College der University of Oxford. Sie war Mitglied der Malone Society, 1998 Fellow der Folger Shakespeare Library und vom Jahr 2000 an Mitglied des Shakespeare Birthplace Trust. Ab 1991 war sie Fellow der Royal Society of Literature. Zuletzt war sie Honorarprofessorin für englische Literatur am University College London. Neben ihrer Beschäftigung mit Shakespeare arbeitete sie auch zu zeitgenössischen Literaten der englischen Renaissance. So veröffentlichte sie 1991 eine Biographie Philip Sidneys.

## Buch-Veröffentlichungen
- Shakespeare's Sonnets. The Arden Shakespeare, Third Series, London 2010, ISBN 978-1-4080-1797-5
- Shakespeare's Poems. The Arden Shakespeare, Third Series, London 2007, ISBN 978-1-903436-87-5
- Ungentle Shakespeare. Scenes from his Life. The Arden Shakespeare, London 2001, 2010, ISBN 1-903436-26-5
- Portraits of Shakespeare. Bodleian Library, University of Oxford, Oxford 2015, ISBN 978-1-85124-405-8.
- Shakespeare. Upstart Crow to Sweet Swan 1592–1623. London 2011. ISBN 978-1-408-13014-8
- Sir Philip Sidney: Courtier Poet. Yale University Press 1991 ISBN 9780300050998
- Sir Philip Sidney: The Major Works. Oxford University Press 2009 ISBN 9780199538416